# Ricardo Cruzat Ochagavía
Ricardo Cruzat Ochagavía (Santiago, 6 de abril de 1962) es un ingeniero comercial chileno, ex gerente general de la estratégica estatal Empresa Nacional del Petróleo (Enap).

## Primeros años de vida
Nacido como hijo del matrimonio conformado por Ricardo Cruzat Infante y Paz Ochagavía Valdés. Se formó como ingeniero comercial en la Universidad de Chile. Posteriormente cursó el Programa de Alta Dirección de Empresas de la Universidad de los Andes, siempre en la capital chilena.
Se encuentra casado con Mónica Reyes Rodríguez, con quien tiene dos hijos.

## Vida pública
Inició su actividad empresarial en la sociedad de inversiones chilena Pacífico V Región y luego fue gerente de administración y finanzas de la argentina Central Puerto.
Posteriormente laboró en la firma de telecomunicaciones Entel, donde llegó a ser gerente general de Telefonía Móvil y Telefonía Local.
En 2006 pasó a la gerencia general de la eléctrica Empresas Emel, cargo en el que estuvo hasta 2008. A continuación, asumió en CGE Transmisión, filial del holding energético CGE.
Permaneció en la compañía petrolera entre agosto de 2011 y septiembre de 2013. Posteriormente, fue gerente general, vicepresidente de Gasco. y presidente de Gasmar.
En la actualidad, preside las filiales de la Sociedad Nacional de Agricultura, Codesser y SNA Educa.